# Герб Сінгапуру
Державний герб Сінгапуру — офіційний символ острівної держави Сінгапур, що у Південно-Східній Азії. Його було прийнято у 1959 році, коли Сінгапур отримав самоврядування у складі Британської імперії. Комітет на чолі із заступником прем'єр-міністра То Чін Чаєм створив герб, а також державний прапор та Гімн Сінгапуру. У центрі емблеми — червоний щит, на якому розташований білий півмісяць (молодий місяць символізує молоду націю на підйомі) та п'ять білих зірок, що відображають різні національні ідеї, включно з мультикультуралізмом. Вони також є на прапорі Сінгапуру. Герб підтримують лев і тигр (символізують Сінгапур та Малайзію відповідно). Під ними — блакитна стрічка із золотим написом Majulah Singapura, що у перекладі з малайської означає «Вперед, Сінгапуре!». Державний герб може використовувати лише уряд, проте він широко використовується на державних грошах та відзнаках, а також на паспорті громадян Сінгапуру.

## Історія
Після того як Сінгапур отримав самоврядування у 1959 році, прем'єр-міністр Лі Куан Ю вирішив створити новий державний герб, щоб замінити британський герб, який був у вжитку до того часу. Було створено комітет із розробки державних символів, який очолив заступник прем'єр-міністра То Чін Чай. Згідно з його баченням, прапор та герб Сінгапуру мали відображати єдність держави та її мультинаціональне суспільство. Державні символи комітет на чолі з То Чін Чай створив протягом двох місяців. Міністр культури С. Раджаратнам вніс на розгляд до Парламенту законопроєкт про нові державні символи, затверджений у листопаді 1959 року. 3 грудня 1959 року народу Сінгапуру вперше було представлено державний герб, прапор та гімн.
То Чін Чай в інтерв'ю 1989 року згадує, що коли він отримав завдання створити державні символи, крім гімну треба було створити ще й прапор і герб. І тоді ж він відчув, що новий прапор Сінгапуру має розвіватись поруч із британським. То Чін Чай про розробку герба:
| Для державного герба ми взяли п'ять зірок та молодий місяць… Лев поряд із тигром. Тигр, звичайно, більш притаманна нашій місцевості тварина, ніж лев. Стара міська рада використовувала символ лева. Це насправді резонувало з нашими власними уявленнями про самоврядування Сінгапуру. Оригінальний текст (англ.) In the case of the state crest, again we got the five stars and the new moon ... A lion next to the tiger. Tiger of course is a more local animal than the lion. The old City Council had a lion. It did merge with our own ideas of self governing of Singapore. |

## Символізм
Центральна емблема герба — червоний щит і п'ять білих зірок, що спочивають над білим півмісяцем. Подібні зірки та півмісяць використано в сінгапурському прапорі та національному морському прапорі для цивільних суден. Червоний колір символізує «загальне братерство та рівність людей», а білий — «всеохопну і вічну чистоту та чесноту». Півмісяць відображає «молоду націю, що росте», а п'ять зірок — «національні ідеали: демократію, мир, прогрес, справедливість і рівність». Щит підтримують ліворуч лев, а праворуч — тигр. Лев символізує Сінгапур, а тигр — тісний історичний зв'язок Сінгапуру з Малайзією, у складі якої він був з 1963 по 1965 рік. На блакитній стрічці внизу герба золотими літерами написано девіз Сінгапуру: Majulah Singapura, що малайською означає «Вперед, Сінгапуре!». Така ж назва і в державного гімну. Малайська мова — одна з офіційних державних мов Сінгапуру.

## Використання

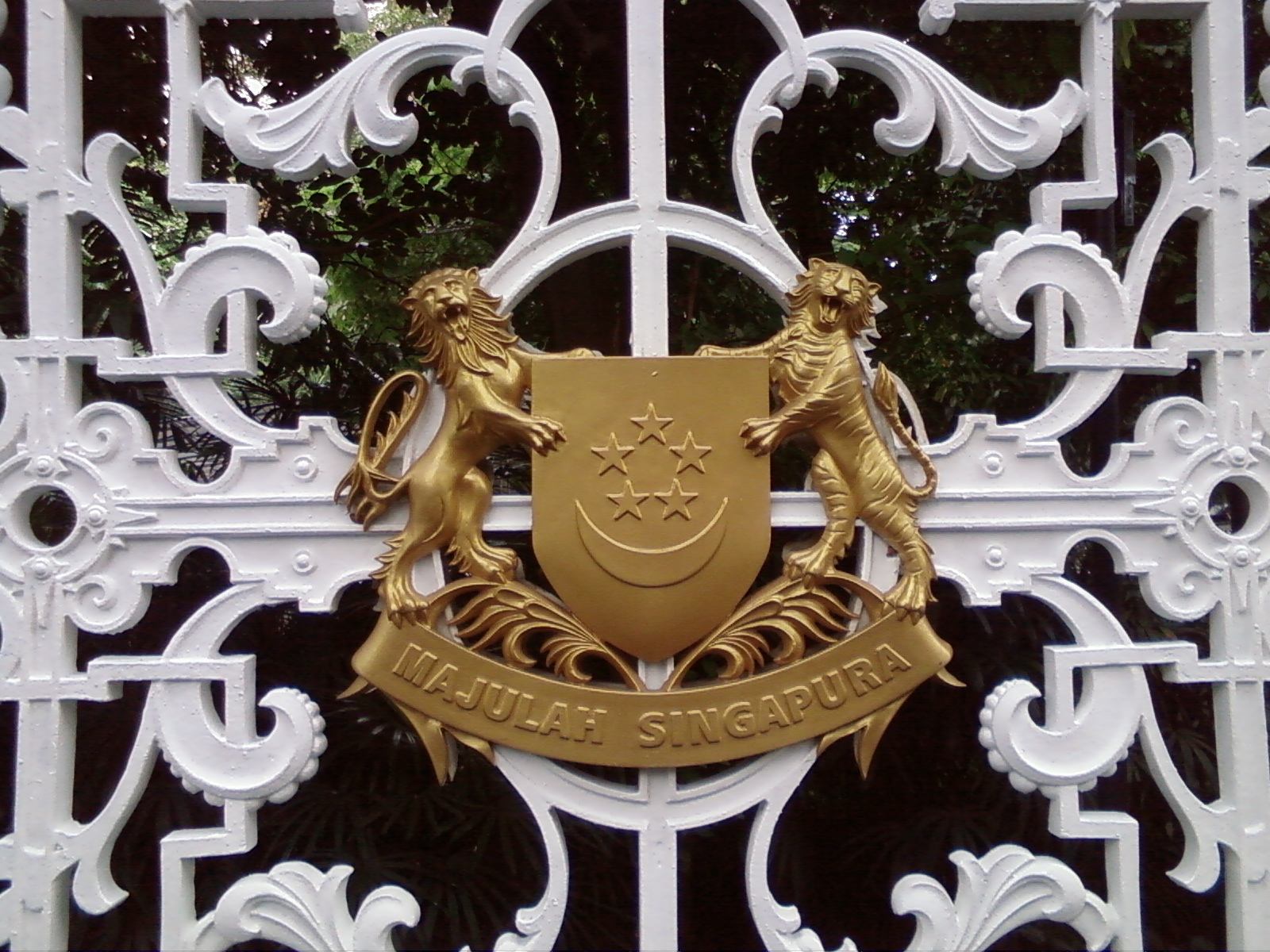
Герб Сінгапуру: зображення на головних воротах Істани, офіційної резиденції президента Сінгапуру

У 1985 році Грошово-кредитне управління Сінгапуру (MAS) почало випуск другої серії монет. На їхньому звороті було зображено державний герб, оточений написом із назвою Сінгапуру чотирма офіційними мовами (китайською, малайською, тамільською та англійською), а також рік карбування. У 1987 році було випущено доларові монети з аналогічним зображенням. Згідно з інформацією управління MAS, герб також з'являвся на всіх сінгапурських банкнотах, починаючи з «орхідейної» серії у 1967 році. Державні відзнаки Сінгапуру також містять зображення герба. Наприклад, медальйони Darjah Utama Temasek та Sijil Kemuliaan використовують повний варіант герба, тоді як на медалі Darjah Utama Bakti Cemerlang зображено тільки щит.

## Рекомедації щодо використання
Згідно із «Законом про національний герб, прапор та гімн Сінгапуру», герб може використовувати лише уряд. Без належно оформленого дозволу Міністерства інформації, комунікації та мистецтва (MICA) жоден громадянин чи група громадян не мають права друкувати (листівки, візитки тощо), видавити (книжки, журнали тощо), виробляти чи продавати предмети, в яких використано державний герб, а також заборонено сприяти діяльно чи бездіяльно таким протиправним діям. Також заборонено використовувати будь-які символи, які можна легко сплутати з гербом. Щоб використати державний герб у літературній роботі, слід отримати попередній дозвіл із міністерства. Закон передбачає єдиний виняток: герб можуть використовувати урядовці та міністри в зовнішньому оформленні своїх будинків, а також на друкованих документах.